# Bélrogoz

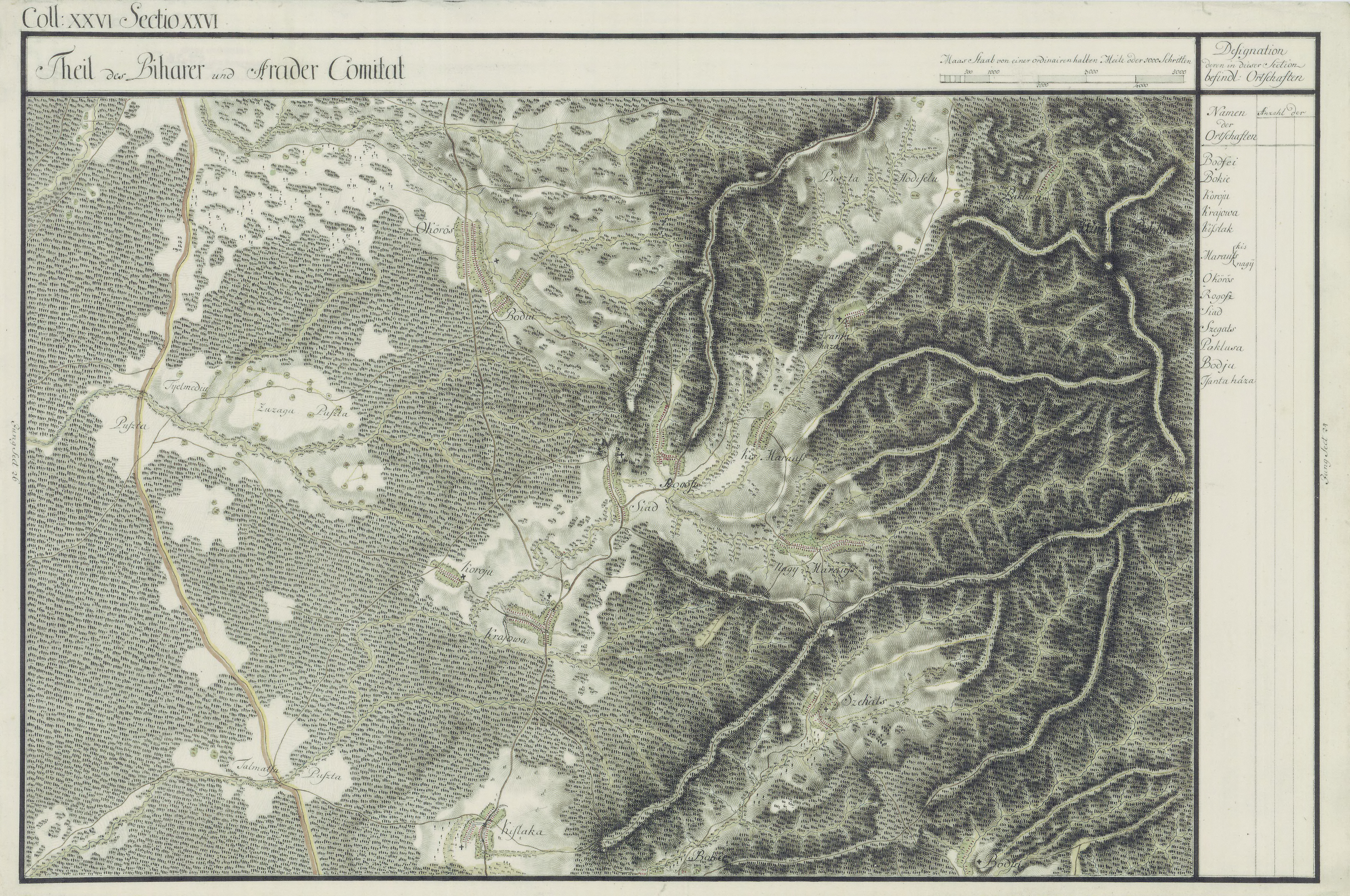
Bélrogoz egy régi térképen

Bélrogoz (Rogoz de Beliu), település Romániában, a Partiumban, Arad megyében.

## Fekvése
A Béli-hegység alatt, Béltől északra fekvő település.

## Története
Bélrogoz, Rogoz nevét 1552-ben említette először oklevél Rogoz néven. 1808-ban Rogoz (Beél-), Rogy, 1888-ban Bél-Rogoz, 1913-ban Bérogoz néven írták.
Bélrogoz már a 13. század végén a váradi püspök birtoka volt és akkoriban összesen 27 telkkel.
1851-ben Fényes Elek írta a településről: „Bél-Rogoz, Bihar vármegyében, a váradi deák püspök béli uradalmában, hegyes vidéken, 183 óhitü lakossal, s anyatemplommal.”
1910-ben 255 lakosából 248 román, 2 magyar volt. Ebből 253 görögkeleti ortodox volt.
A trianoni békeszerződés előtt Bihar vármegye Béli járásához tartozott.

## Nevezetességek
- Görögkatolikus temploma 1825-ben épült